# Mark O'Brien (acteur)
Mark O'Brien (St. John's, 7 mei 1984) is een Canadees acteur. 

## Carrière
Mark O'Brien werd in 1984 geboren in St. John's (Newfoundland en Labrador), de meest oostelijke stad van Canada. Zijn vader was een vrachtwagenchauffeur en zijn moeder een verpleegster. In zijn geboortestad studeerde hij aan de Memorial University of Newfoundland, waar hij een Bachelor of Arts behaalde.
Als twintiger begon O'Brien met acteren en het regisseren van korte films. In 2010 brak hij als acteur door in de komische politieserie Republic of Doyle. Vanaf 2015 kreeg hij ook een belangrijke rol in de Amerikaanse reeks Halt and Catch Fire. Tussendoor werkte O'Brien ook mee aan twee afleveringen van Hannibal.
In 2009 maakte hij zijn filmdebuut met de komedie Grown Up Movie Star. In 2016 had hij een bijrol in de sciencefictionfilm Arrival, die geregisseerd werd door zijn landgenoot Denis Villeneuve.
Sinds 2013 is O'Brien getrouwd met actrice Georgina Reilly. De twee hadden elkaar in 2011 leren kennen op de set van de tv-serie Republic of Doyle. In 2017 werden zij ouders van een dochter.

## Filmografie

### Film
- Grown Up Movie Star (2009)
- Beat Down (2012)
- End of Days, Inc. (2015)
- Len and Company (2015)
- How to Plan an Orgy in a Small Town (2015)
- The Dark Stranger (2015)
- Arrival (2016)
- Parallel (2018)
- State Like Sleep (2018)
- Anon (2018)
- How It Ends (2018)
- The Darkest Minds (2018)
- The Front Runner (2018)
- Bad Times at the El Royale (2018)
- Goalie (2019)
- Ready or Not (2019)
- Marriage Story (2019)
- Hammer (2019)

### Televisie
- Legends and Lore of the North Atlantic (2005)
- You're It! (2006)
- Above and Beyond (2006)
- Republic of Doyle (2010–2014)
- Warehouse 13 (2011)
- Diary of a Deadly P.I. (2012)
- Murdoch Mysteries (2012)
- This Hour Has 22 Minutes (2013)
- Hannibal (2014)
- Saving Hope (2014)
- Halt and Catch Fire (2015–2017)
- Killjoys (2015)
- The Last Tycoon (2016–2017)
- City on a Hill (2019–)